# 常盤御前

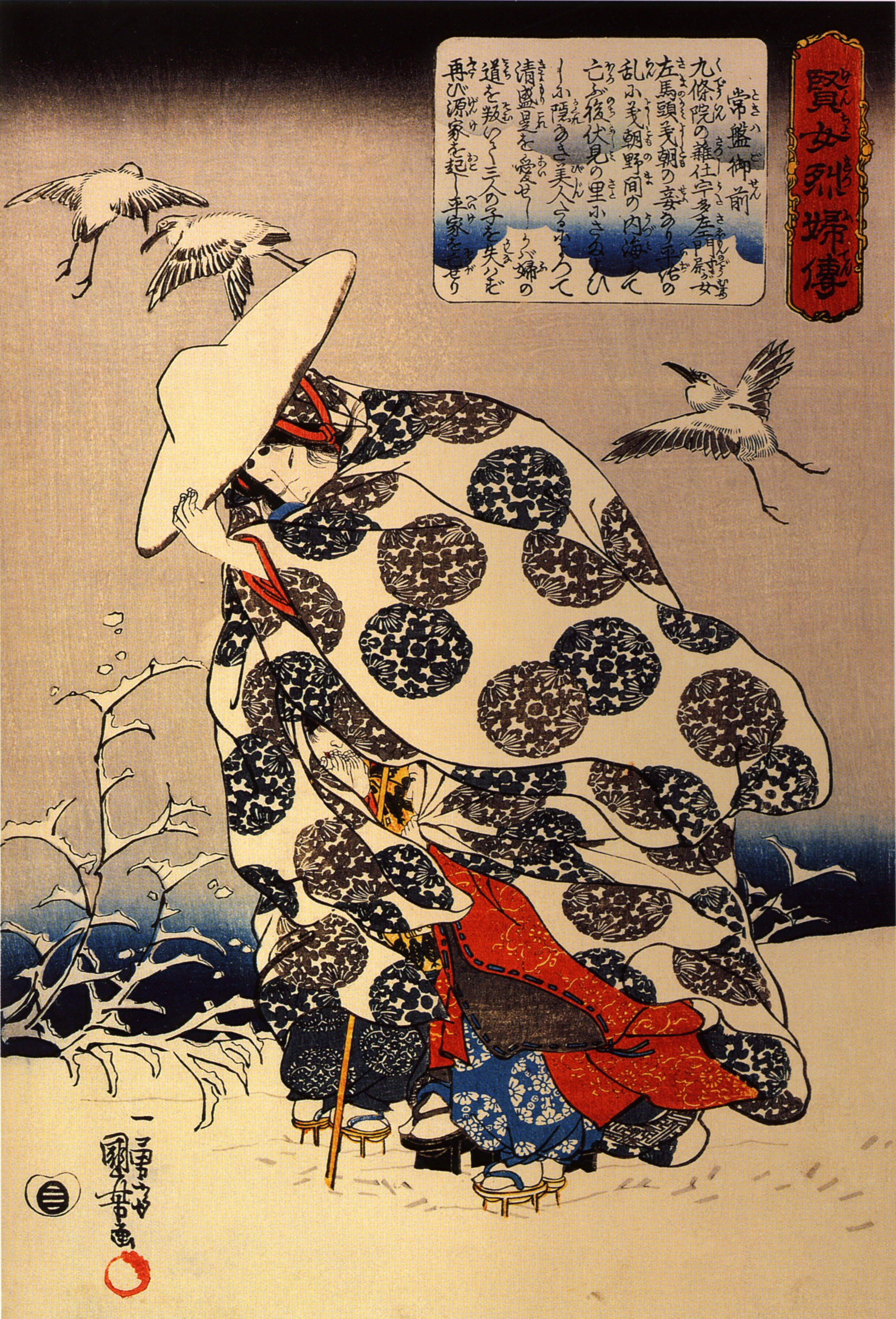
常盤御前（歌川国芳）

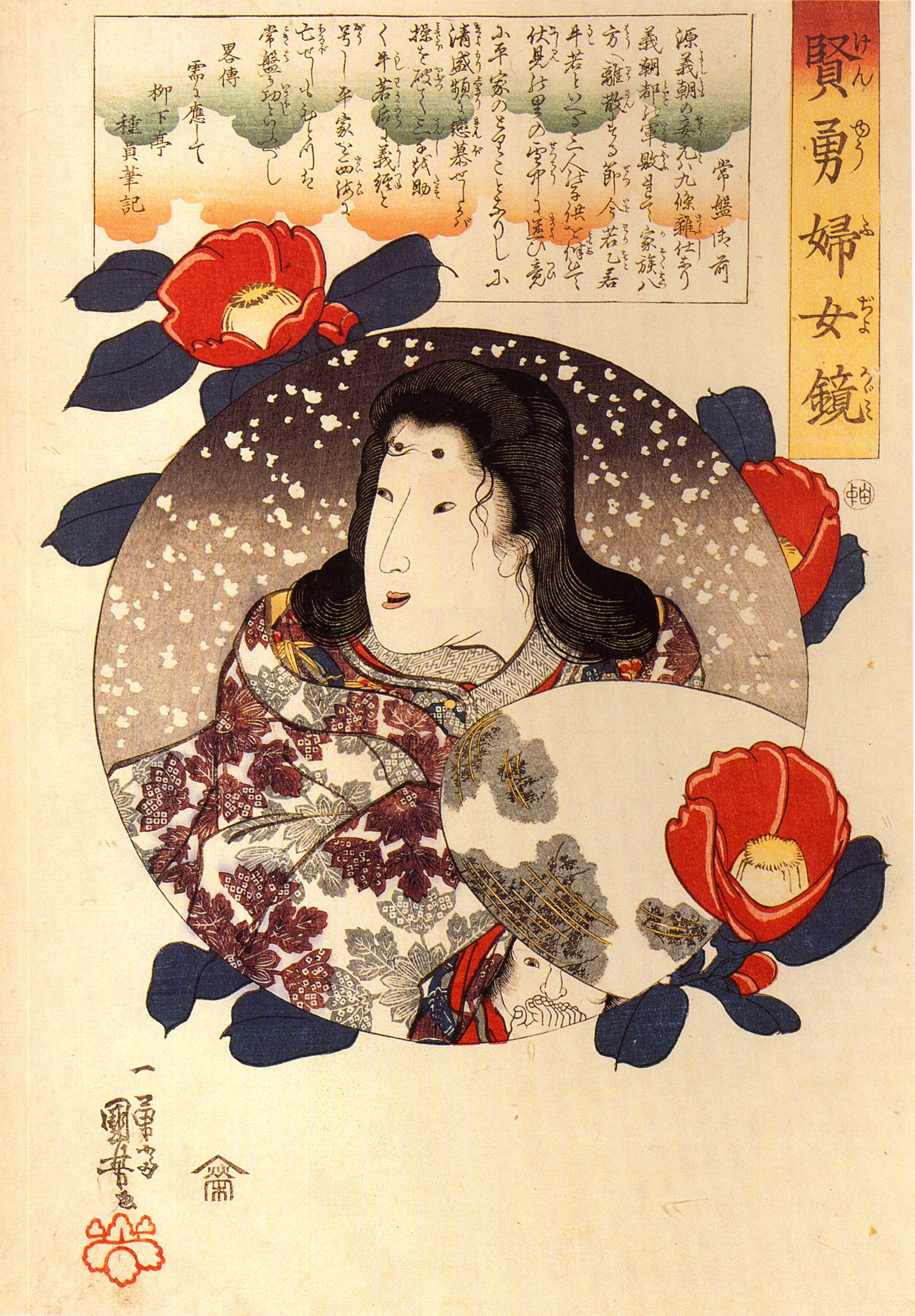
常盤御前（歌川国芳）

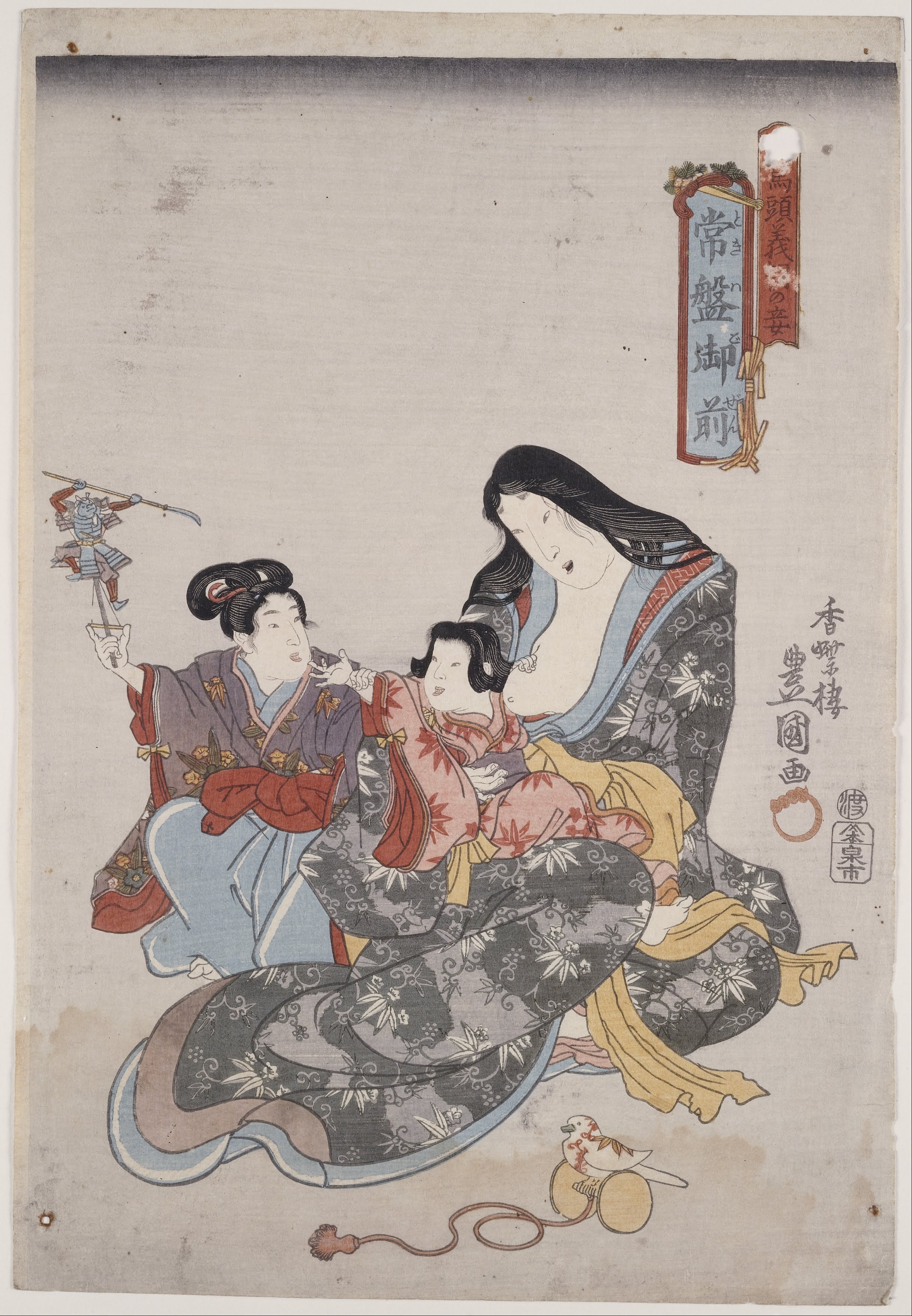
常盤御前と子どもたち（歌川国貞）

常盤御前（ときわごぜん、保延4年（1138年） - 没年不詳）は、平安時代末期の女性で、源義朝の側室 。
阿野全成（今若）、義円（乙若）、源義経（牛若）の母。後に一条長成との間に一条能成と一女をもうける。字は常葉とも。

## 生涯
『平家物語』等の軍記物語や『尊卑分脈』によれば、近衛天皇の中宮・九条院（藤原呈子）の雑仕女であったとされている。両親については素性が不明。
源義朝の側室になり、今若（後の阿野全成）、乙若（後の義円）、そして牛若（後の源義経）を産む。後に一条長成との間に一条能成（長寛2年（1163年）生）や女子（生誕時期不明）を産んだ。軍記物語の『平治物語』『平家物語』などによれば、平清盛に請われて妾となり、一女（廊御方）を産んだとされるが、史実としては確認されていない。また『承久記』古活字本には北陸道の礪波山の戦いに関連して、京方の落ち武者の中に「手負ノ法師武者」がいて「是ハ九郎判官義経ノ一腹ノ弟、糟屋有名左衛門尉ガ兄弟、刑喜坊現覚ト申者也、能敵ゾ打テ高名セバヤ」と名乗ったことが記されている。義経と一腹（同腹）ということは、母は常盤ということになる。しかし、こうした存在も史実としては確認されていない。なお、この法師武者は鎌倉方の無名の武士に討ち取られたという。
義朝の死から一条長成に嫁ぐまでの消息は『平治物語』『義経記』等に記されているが、事実がどのようなものであったかは不明である（この間については「物語上の常盤」参照）。その後の足跡も史料で裏付けられることはことのほか少ない。一条長成に嫁いだ常盤が一男一女をもうけ、男子はのちの一条能成であることは『尊卑分脈』『公卿補任』等で裏付けられる。一方、義朝との間に生まれた牛若はやがて源義経となり、治承・寿永の乱で大活躍。しかし、異母兄である頼朝と対立、没落して追われる身の上となる。この際、義経からすれば異父弟となる能成もこれに随行したことが『玉葉』に記されている。そして、それからほどない文治2年（1186年）6月6日、常盤は京都の一条河崎観音堂（京の東北、鴨川西岸の感応寺）の辺りで義経の異父妹と共に鎌倉方に捕えられている。『玉葉』には、義経が岩倉にいると証言したので捜索したが、すでに逃げた後で房主僧のみを捕えたとある。『吾妻鏡』には同月13日に常盤と異父妹を鎌倉へ護送するかどうか問い合わせている記録があるが、送られた形跡がないため釈放されたものとみられる。常盤に関する記録はこれが最後となる。
その後の常盤については、侍女と共に義経を追いかけたという伝承もあり、常盤の墓とされるものは岐阜県関ケ原町、群馬県前橋市、鹿児島県郡山町（現鹿児島市）、埼玉県飯能市と各所にある。さらに、飯能市に隣接する東京都青梅市成木の最奥部、常盤の地には常盤が人目を避けて一時隠れ住んだという伝承があり、地名は常盤御前に因むと伝えられる。
また、かつて東京・渋谷にあった松の老木、「常磐松」には、常盤が植えたことに由来するとの説がある。

## 物語上の常盤
以下は主に『平治物語』『義経記』による物語上の常盤の話である。したがってどこまでが事実であるか不明であるが、この物語がその後の文学や芸術に大きな影響を与えたことは事実である。
常盤は近衛天皇の中宮・九条院（藤原呈子）の雑仕女で、雑仕女の採用にあたり藤原伊通の命令によって都の美女千人を集められ、その百名の中から十名を選んだ。その十名の中で聡明で一番の美女であったという。後に源義朝の側室になり、今若（後の阿野全成）、乙若（後の義円）、そして牛若（後の源義経）を産む。しかし、義朝は平治の乱で謀反人となり逃亡中に殺害。常盤は子供たちを連れて雪中を逃亡し生れ故郷の大和国にたどり着くも、都に残った母が捕らえられたことを知り、主であった九条院の御前に赴いてから、清盛の元に出頭する。出頭した常盤は母の助命を乞い、子供たちが殺されるのは仕方がないことだけれども子供達が殺されるのを見るのは忍びないから先に自分を殺して欲しいと懇願する。その様子と常盤の美しさに心を動かされた清盛は頼朝の助命が決定していたことを理由にして今若、乙若、牛若を助命したとされている。
また、室町以降に成立したとみられる『義経記』ならびに室町以降に成立した流本系『平治物語』においては、常盤に清盛がよしなき心を抱き、常盤に文を送って子供の命を盾に返答を強要したという内容が記されている（流布本『平治物語』では清盛から子供の命を絶つと言われても常盤は返事せず、母親に説得されて初めて常盤が返答したとある）。しかし鎌倉時代に成立した『平治物語』においては、常盤が清盛から局を与えられ後に女子を一人産んだとの記載があるが、それには常盤が清盛の意に従う事と子供達の助命の因果関係は記されていない。古態本『平治物語』において清盛と常盤が男女関係となったのは子供達の助命決定後の事となっている。なお、『平治物語』諸本においての常盤の言動は、常盤と子供達が姿を消した為に囚われの身になった母親の助命のみに終始しており、子供達の助命を清盛に対して一切申し入れていない。子供達が殺されるのを見るのは辛いから先に自分を殺して欲しいという言動がのみが記されている。また『平治物語』においては子供達の助命の理由が清水寺の観音のご加護であるという点が強調されている。『義経記』においては清盛の意に従ったがゆえに子供たちがそれなりに身が立つようになったと記されている。
一方、『平治物語』にくわしい常盤逃亡談は清水寺の観音信仰から生まれたもので、もともとは『平治物語』とは別個の物語として存在していたものがやがて『平治物語』に組み込まれていったという見解が強い。また義経が頼朝に追われた際に常盤母娘が捕らえられたのも一条河崎観音堂であったことから、常盤が深い観音信仰の持ち主であり、清水寺とのつながりも否定できないとする見解もある。そして、この常盤の逃避行の話は室町期の幸若舞の『伏見常盤』『常盤問答』『笛の巻』などによって発展していくことになり、よりいっそう「強い母」という面が強調されていくことになる。

## 清盛による子供たちの助命について

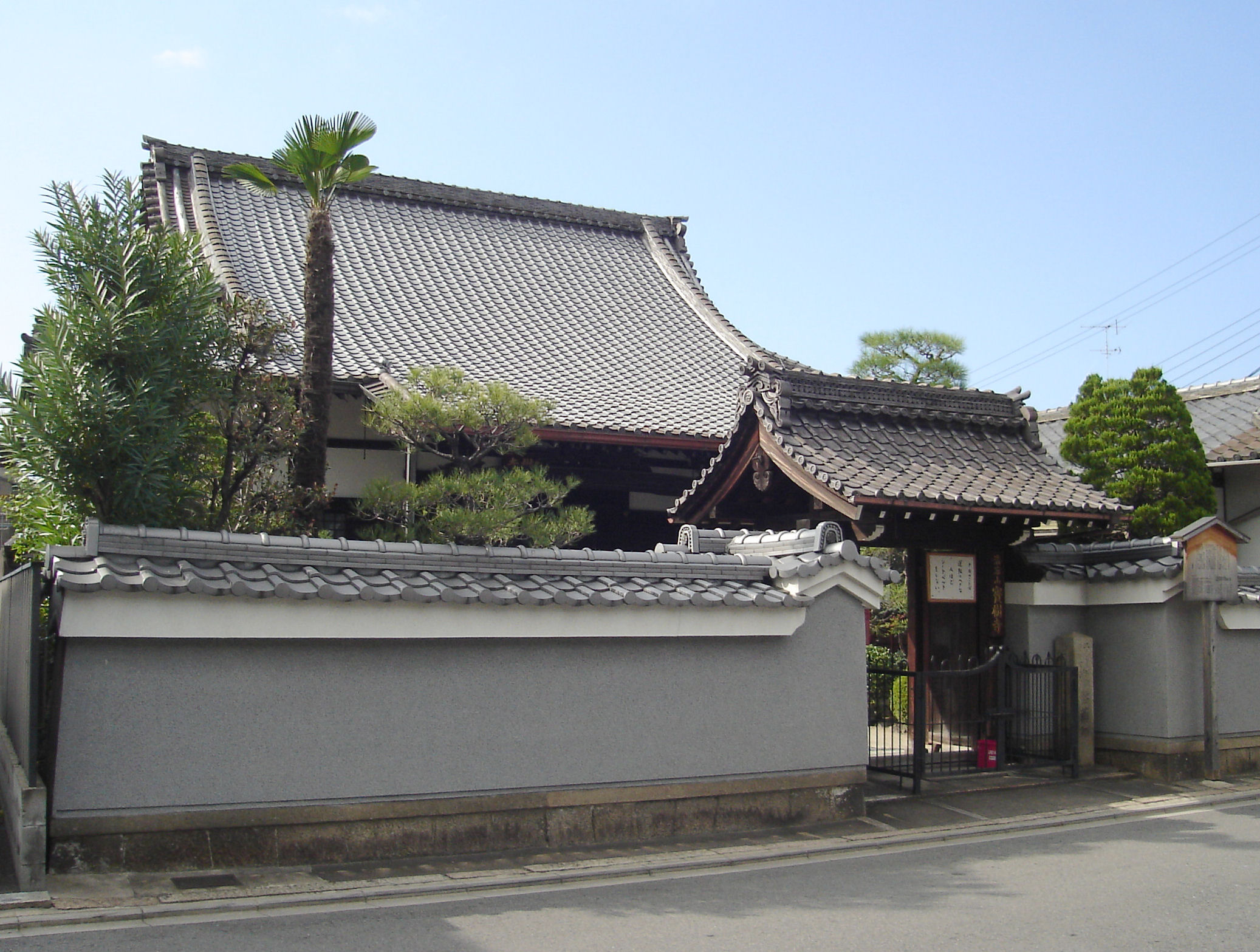
ゆかりの寺、寶樹寺

『尊卑分脈』の系図には、清盛の八女に常盤の娘として「廊御方」が記されているが、軍記物を読んだ『尊卑分脈』編者が廊御方という存在を作り出したとの説もある。従って常盤と清盛の間に子が生まれていたこと、さらには男女関係があったということに対しても疑問が提示されている（廊御方参照）。
常盤が清盛と男女関係になることによって子供達の助命がかなったということが、一般的に知られている話である。上記の通り室町以降に成立した物語では常盤が子供たちの命がかかわっているために清盛と男女関係になったということが記されているが、鎌倉時代に成立したとみられる古態本『平治物語』においては子供達の助命と常盤が清盛の子を産んだ話の間には一切の関連性がない。
また、平治の乱において戦闘にまで参加している義朝の嫡男・頼朝の助命が決定していたということ、最近の研究の結果、平治の乱に対する評価が変化して、真の首謀者は藤原信頼で義朝は信頼に巻き込まれたに過ぎず、この乱が源氏と平家の戦いという側面ではとらえられなくなっていること（平治の乱を参照）、清盛に対して義朝の勢力は都における軍事動員力や官位経済力という面においてはるかに遅れをとっていたという事実などから、常盤と清盛に男女関係があろうがなかろうが、常盤の三人の子供の助命に大きく影響したとは考えがたいという見解が強い。

## 関連作品
映画
- 牛若丸（1952年、松竹） - 演：水戸光子

テレビドラマ
- 源義経（1966年、NHK大河ドラマ） - 演：山田五十鈴
- 武蔵坊弁慶（1986年、NHK） - 演：藤村志保
- 草燃える（1979年、NHK大河ドラマ） - 演：佐藤友美
- 源義経（1991年、日本テレビ） - 演：十朱幸代
- 炎立つ（1993年、NHK大河ドラマ） - 演：松田美由紀
- 義経（2005年、NHK大河ドラマ） - 演：稲森いずみ
- 平清盛（2012年、NHK大河ドラマ）‐ 演：武井咲